# منلكارينة
المنلكارينة (الاسم العلمي: Manilkarinae) هي عمارة من النباتات تتبع الفصيلة السبوتية من رتبة الخلنجيات.

## الأجناس
- المنلكارا